# О охресне
О́хресне О, перехре́щене О (Ꚛ, ꚛ) — рідкісний кириличний гліф, що походить од літери О. Номер у Юнікоді — U+A69A для великої і U+A69B для маленької. Символ доданий у Юнікод, оскільки визначено, що така форма літери використовувалася частіше очних варіантів О, які вже були присутні серед символів Юнікоду. Символ передбачений для використання в старообрядницьких виданнях, що не допускають нової орфографії.

## Походження

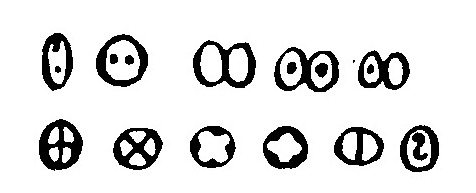
Варіанти графеми О

Поява охресного О пов'язана зі зміною репертуару графем у XIV—XV ст., що була зумовлена активізацією культурних і конфесійних зв'язків з Візантією та південними слов'янами, зокрема засвоєнням південнослов'янської книжної традиції. У берестяних грамотах XV століття розвинулася традиція (що її найбільш ранні приклади трапляються вже в XIII ст.) писати на початку слова та після голосної широке, часто розімкнуте вгорі О, а в інших випадках вузьке звичайне О. У якості широкого могли виступати «очні» варіанти О, охресне О (ꚛкрестъ, ꚛкругъ) або омега (ѡстровескои, ѡстровескимъ). Карський вважає очні варіанти запозиченими в греків через південних слов'ян, а варіант з хрестом — вторинним щодо очних варіантів і створеним на їхній взірець. Тут як приклад наведено ранні старослов'янські рукописи, а також зображення друкованого Євангелія 1553 або 1554 року.